# محظية ملكية
المَحْظِيَّة أو المحظي أو العشيقة ملكية (بالإنجليزية: Courtesan)‏ والذي اشتق اسمها من كلمة Court أي العرش، وهم الأشخاص الذي كانوا قريبين من العائلة المالكة، استخدمهم أفراد العرش الملكي علاقات جنس خارج إطار الزواج، وقد كان يجري توزيع ألقاب رسمية مثل لقب سيدة العشيقات مثل ما كان في فرنسا، للالتفاف على الزواج الديني.